# 은입사귀면문철퇴
은입사 귀면문 철퇴(銀入絲 鬼面文 鐵鎚)는 서울특별시 종로구 국립고궁박물관에 있는 조선시대의 철퇴이다. 2005년 8월 12일 대한민국의 보물 제1444호로 지정되었다.

## 개요
은입사귀면문철퇴는 19세기 경 의장용으로 제작된 것으로 쇠로 만들어졌으며 외면을 쪼이질하여 상하로 화문을 은으로 입사하였다. 퇴부는 연봉(蓮峯) 상태인데 좌우에 도깨비 문양을 은으로 입사하였다. 그 퇴 위에는 뇌문(雷文)과 연봉 하단에는 화판문(花瓣文)이 시문되어 있다.
이러한 쪼음입사는 주로 철제품에 이용되었으며 조선 중·후기에 등장하여 입사기법의 주류를 이루며 귀면문은 각종 재앙과 질병 그리고 사악한 모든 것들을 막아내는 초자연적인 존재를 상징적으로 도안한 것으로 천재지변과 각종 재앙을 물리치고자 한 데서 이러한 의장이 도입된 것으로 보인다.
이 철퇴는 감입한 은사의 보존상태가 양호하고 입사무늬 역시 비교적 정교하여 제작기술이 우수하며, 현재 동일한 유물이 없어 희귀성 또한 인정되어 지정 가치가 있다.

## 같이 보기
- 철퇴

## 참고 자료
- 은입사 귀면문 철퇴 - 국가유산청 국가유산포털